# قطاس أليف
القَطَاس المستأنس أو القُسطَاس أو الياك أو القَوتاش أو الخُشْقاء هو نوع كبير من المجترات المدجنة مهدد بخطر الانقراض يتميز بجلد سميك، ويقطن في جبال الهيمالايا ويعتبر شعب الشيربا أول من دجنه.